# Donner
Donner ist das krachende, mahlende oder rollende Geräusch, das von einem Blitz während eines Gewitters erzeugt wird.

## Entstehung

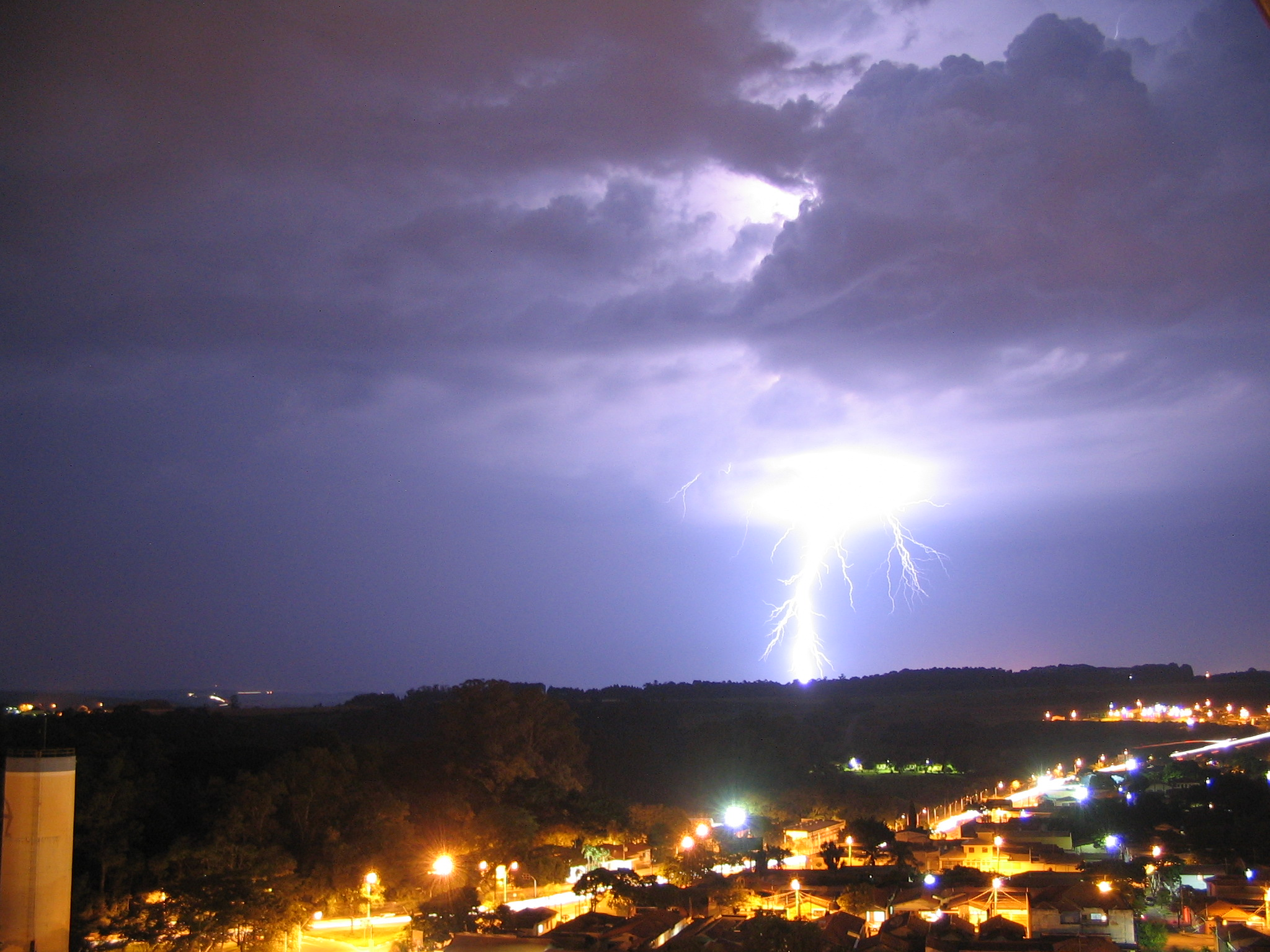
Auf Blitz folgt Donner

Es gibt unterschiedliche Erklärungsansätze für die Entstehung des Donners. Ein Ansatz geht davon aus, dass der Donner bereits zum Beginn des Blitzes entsteht, während der andere einen Beginn des Donners erst am Ende des Stromflusses verortet: Im Blitzkanal wird die Luft durch den Stromfluss von bis zu 100 000 A innerhalb weniger Mikrosekunden auf bis zu 30.000 °C erhitzt. Der eigentliche Stromfluss im Plasma aus ionisierter Luft dauert dabei nur wenige Millisekunden. In diesem Fall erfolgt die Erwärmung so schnell, dass der dafür notwendige Druckausgleich nur über eine überschall-schnelle Stoßwelle erfolgen kann, weil sich die erhitzte Luft augenblicklich um den Faktor 10 bis 100 ausdehnt. Dem anderen Erklärungsansatz zufolge, bewirkt das vom Stromfluss induzierte Magnetfeld, das den Blitzkanal umhüllt, dass das heiße Plasma unter hohem Druck so lange zusammengehalten wird (Pincheffekt), bis der Stromfluss und damit das Magnetfeld zusammenbricht und erst dann ein Druckausgleich erfolgen kann. In genügend großem Abstand vom Blitzkanal ist dann der Druckunterschied gering genug, dass die Ausbreitung des Donners als Schallwelle mit Schallgeschwindigkeit erfolgt.
Die Intensität bzw. Lautstärke dieses Knalls nimmt mit der Entfernung zum Entstehungsort ab, da sich die Energie der Druckwelle auf eine größere Fläche verteilt. Während nur in unmittelbarer Nähe (bis zu 5 km) ein „Knall“ wahrnehmbar ist, streckt sich das Geräusch vor allem bei weiter entfernten Blitzen in ein andauerndes Raunen oder Rollen, wobei keine Lautstärkespitze mehr feststellbar ist. Dieses „Strecken“ der Druckwelle geschieht durch Dispersion, d. h. unterschiedliche Schallgeschwindigkeiten der einzelnen Frequenzanteile des Knalls, die dadurch zu verschiedenen Zeiten beim Beobachter eintreffen, durch Brechung an Druckänderungen und Temperaturänderungen, die unterschiedliche Dichte und damit unterschiedliche Schallgeschwindigkeiten zur Folge haben, und Winde in der durchquerten Luft, die die Schallanteile unterschiedlich ablenken und vermischen. Ausnahmen, durch außergewöhnlich heftige Entladungen in der Atmosphäre, sind jedoch auch möglich, so dass auch über weite Distanzen noch ein eindeutiger Knall wahrzunehmen ist. Ist die Entfernung zum Blitz zu groß, wird der Donner nicht mehr wahrgenommen; siehe Wetterleuchten. Bei typischen mitteleuropäischen Gewittern ist der Donner etwa 5 bis 20 km weit zu hören (abhängig von Windrichtung, Hintergrundgeräuschen, Temperatur und Luftfeuchtigkeit, Geländerelief und -oberfläche, Bebauung, Bewaldung), was einer Zeitspanne zwischen Blitz und Donner von etwa 15 bis 60 Sekunden entspricht.
Begleitet wird dieser Knall von weiteren Geräuschen, die nichts weiteres sind als ein Echo, also ein Widerhallen, der eigentlichen Druckwelle. Diese kann von Wolken, Berghängen und Gebäuden reflektiert werden, sodass bei günstigen Verhältnissen der Knall, in abgeschwächter Form, mehrmals nacheinander wiederholt wird. Befindet sich der Beobachter zwischen dem Entstehungsort und einem geeigneten Reflektor, kann der Donner sogar aus zwei verschiedenen Richtungen wahrgenommen werden. Er scheint in der Regel auch oft nicht nur direkt vom Blitz zu kommen, sondern gestreckt aus dessen Umgebung, wodurch er einen breiten und bedrohlichen Charakter erhält.
Ein weiterer Grund für einen ausgedehnten Knall, also ein längeres Rollen, ist der Verlauf des Blitzes, wenn er sich beispielsweise über mehrere Kilometer vom Beobachtungspunkt weg erstreckt. An jedem Punkt des Blitzkanals wird diese Druckwelle erzeugt, sodass sie vom weiter entfernten Teil des Blitzes mehr Zeit benötigt, um bis zum Beobachter vorzudringen. Im Volksmund ist mit Donner genau dieses Zusammenspiel aus Knall, Rollen und Nachhallen gemeint.
Manchmal geht dem Knall auch ein Rollen voraus. Dieses geschieht, wenn ein Teil des Blitzes sich näher am Beobachter befindet als der Rest bzw. der eigentliche Blitz. Diese weit schwächere Druckwelle erreicht, je nachdem wie sehr der Blitz gekrümmt ist, den Beobachter eine bis mehrere Sekunden vor dem eigentlichen Knall. Damit dieses Phänomen auftreten kann, muss sich der Blitzkanal im Verlauf um mindestens 150 m horizontal vom Beobachter wegbewegen, da sonst die Zeit zwischen Rollen und Knall zu kurz wäre, und somit beide Geräusche wahrnehmungsbedingt zusammenfallen. Beispiel: Ein Beugen des Blitzkanals um etwa 340 Meter vom Beobachter weg lässt das Rollen etwa eine Sekunde früher ertönen als der eigentliche Knall.

## Entfernungsbestimmung zum Entstehungsort
Die Entfernung eines Gewitters vom Standort des Beobachters lässt sich recht einfach abschätzen:
Mit der Schallgeschwindigkeit von etwa 340 Meter pro Sekunde, mit welcher sich die Druckwelle des Donners nähert, ergibt sich für jede gezählte Sekunde zwischen der Wahrnehmung des Blitzes und des Donners ein Abstand von 340 m. Die Zahl der Sekunden zwischen dem Aufleuchten eines Blitzes und dem Wahrnehmen seines Donners multipliziert mit 340 m ergibt demnach den Abstand des Gewitters in Metern. Beispielsweise ist ein Gewitter etwa 3,4 Kilometer entfernt, wenn die Zeitspanne zwischen Blitz und Donner zehn Sekunden beträgt.
Alternativ kann auch die Zahl der gezählten Sekunden durch 3 geteilt werden, das Ergebnis ist etwa der Abstand in km. Korrekt ist diese Rechnung nur für eine Schallgeschwindigkeit von 1/3 km/s = 333,33 m/s, so dass der tatsächliche Abstand des Gewitters eventuell minimal größer ist. Grundsätzlich ist diese Methode nur anwendbar, wenn das Donnergeräusch eindeutig einer Blitzerscheinung zugeordnet werden kann. Wenn bei mehreren kurz aufeinanderfolgenden Entladungen sich die Donner verschiedener und unterschiedlich weit entfernter Blitze überschneiden, ist ein sicheres Zuordnen der Donner nicht mehr möglich.

## Mythologie

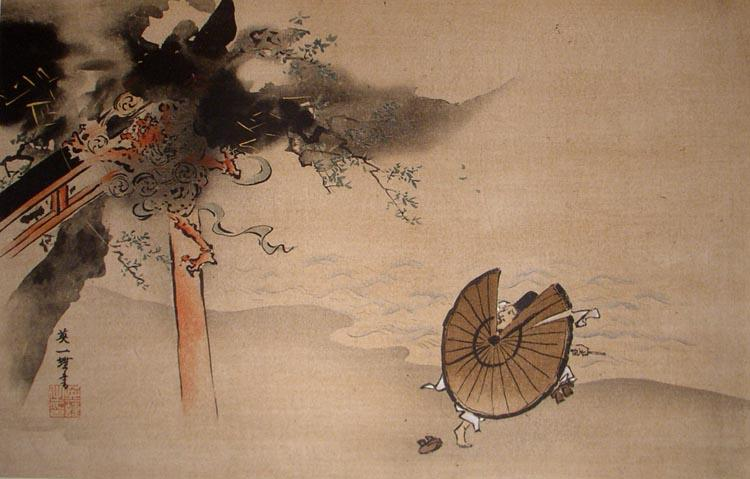
Der japanische Donnergott Raijin. Malerei aus der Edo-Zeit von Hanabusa Itchō (1652–1724)

Naturerscheinungen wie Donner, Sturmwind und Regen haben bei den frühen Völkern den Gedanken an eine Himmelsgottheit hervorgerufen, die als deren Urheber eine Erklärung dafür abgeben sollte, was anderweitig nicht erklärbar war. In den kosmogonischen Mythen werden alltägliche Erfahrungen als Modelle für die kosmische Ordnung herangenommen. Typisch ist die Personifizierung des unheilvoll und bedrohlich wirkenden Donners als Teilaspekt des Himmelsgottes, als untergeordnete Gottheit in einer polytheistischen Religion oder als mächtiges Wesen in einer von Naturkräften bestimmten Glaubenswelt. Im europäischen Mittelalter wurde im Wald oder beim Pflügen auf dem Feld gefundenen, steinzeitlichen Artefakten, etwa Steinbeilen und Pfeilspitzen aus Feuerstein, eine magische Bedeutung zugesprochen. Steinbeile habe der Donnergott als Blitze herabgeschickt, weshalb sie „Donnerkeil“ genannt wurden. Unter dem Haus vergraben, in Wänden vermauert oder auf dem Dachboden versteckt sollten sie ähnlich wie Amulette Unheil fernhalten.
Die christlichen Tataren benutzten früher für den Donner und für den Himmelsgott dieselbe Bezeichnung tängere-babaj (tängere von tengri, „Gott“, babaj, „Alter“) und erzählten eine Variante des verbreiteten Mythos, wonach der Donnergott bei der Verfolgung des Teufels (schaitan) in einem von Pferden gezogenen Wagen über den Himmel eilte und mit den Wagenrädern den Donner erzeugte. Die Vorstellung kam wohl mit der Christianisierung über die Russen nach Zentralasien, weil bereits der alttestamentliche Prophet Elija mit einem feurigen Wagen und ebensolchen Rossen über den Himmel zog.
Grollt der Donner, so spricht der Himmel. Chinesen und Mongolen führen diese Binsenweisheit des Volksglaubens auf einen Satz des Konfuzius (um 551–479 v. Chr.) zurück. Der chinesische Urmensch Pangu bringt mit seiner Stimme Donner hervor. In vielen Kulturen gilt der Himmelsgott als Wagenlenker. Das leicht fassbare Bild steht für den Lenker des Schicksals, den Vorausbestimmenden.
In der Mythologie der nordamerikanischen Indianer ist die Natur von Geistern beseelt, einige verehren den Donner als Donnervogel. Ebenso erklären die am Polarkreis in Nordasien lebenden Tungusen den Donner mit dem Geräusch eines fliegenden Riesenvogels. Dortige Schamanen schnitzen den Vogel aus Holz und pflanzen die Figur auf eine lange Stange, damit sie ihnen auf ihrer zeremoniellen Reise in den Himmel Unheil fernhalten möge. Vom Blitz gefällte Bäume soll der Vogel mit seinen steinernen Krallen zerteilt haben. Bei den sibirischen Samojeden erschien der Donnervogel als Wildente, deren Niesen einen Regenschauer herablässt. Beschützer der Schamanen, Donnervogel und eiserner Vogel sind häufig zusammengehörende Vorstellungen. Der biblische Elija kommt in den mythischen Erzählungen der Teleuten als Adler vor, der den Donner verursacht und mit dem Himmelsgott tengeri purkan gleichgesetzt wird, der in der zwölften Himmelsschicht wohnen soll.
In einigen Regionen in Zentralasien erscheint der Donner als durch die Luft fliegender Drache, der bei den Mongolen Flügel und einen Leib aus Fischschuppen besitzt. Donnergrollen verursacht er mit seiner Stimme und Blitze, wenn er mit seinem Schwanz schlägt. Fliegt er tief genug, können ihn die Menschen sehen. Dies passt zu einer anderen Vorstellung, wonach ein in den Wolken schwimmender Fisch mit seinen Schuppen den Donner und mit seinem Schwanz den Wind verursacht. Der zentralasiatische Donnerdrache kann im Winter auf einem hohen Berg wohnen, wo er mit seinem Atem den Reif und die Eisfelder in den Tälern erzeugt, er kann im Winter in einem dichten Wald leben und dort Nebel bewirken oder während der kalten Jahreszeit im Meer schwimmen.

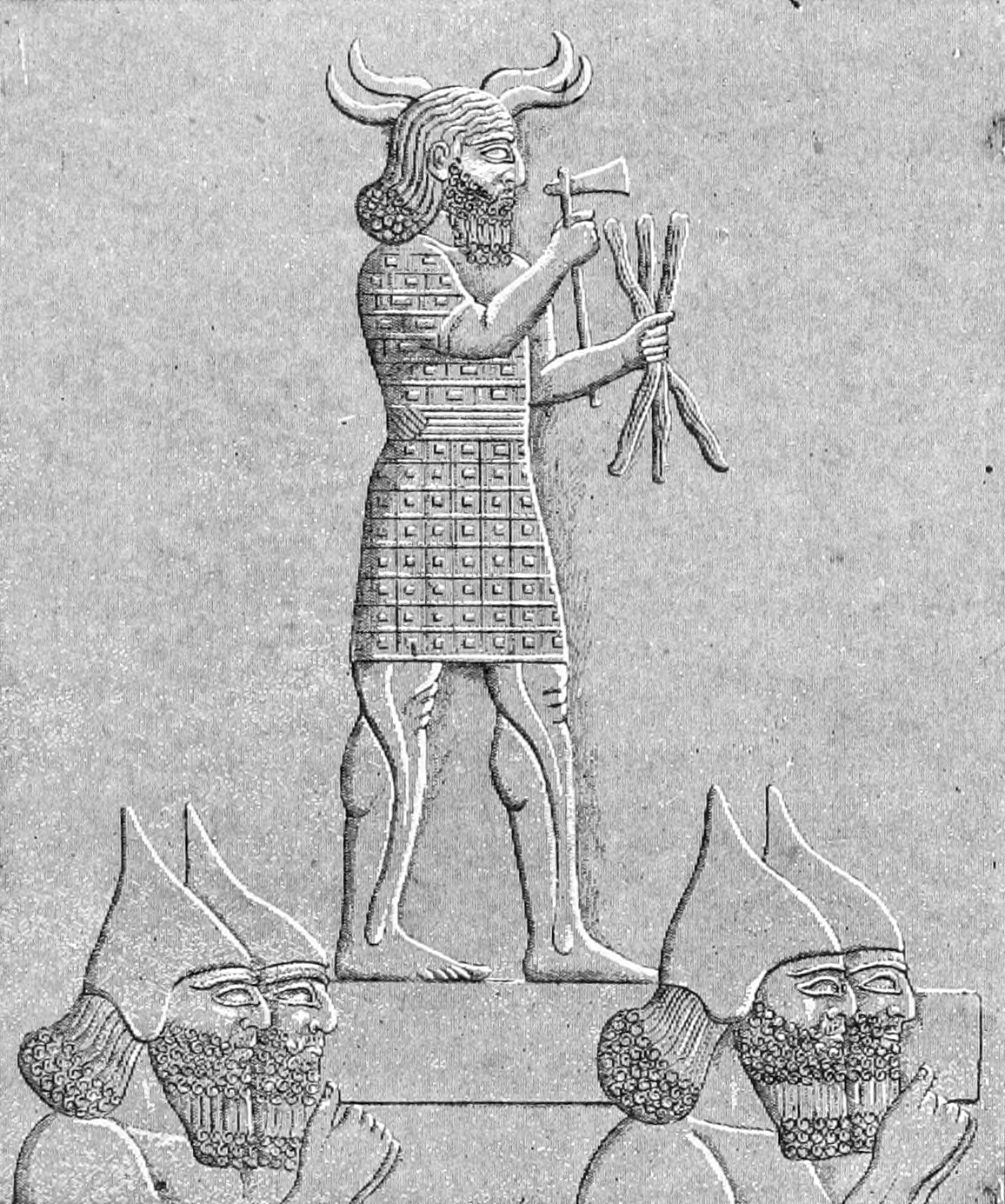
Der mesopotamische Donnergott Adad, von den Soldaten Assurbanipals nach Assyrien gebracht. Buchillustration von Henri Faucher-Gudin um 1900.

Die Vorstellung des Donner verursachenden Drachen kam offensichtlich von China in die nördlichen Regionen. Das chinesische Wort für „Drache“ und „Donner“, lun, wurde dort in einigen Sprachen zu lu oder ulu für „Donner“. Nach einer mongolischen Erzählung bringt der Teufel den Donner hervor, wenn er sich in ein junges Kamel verwandelt und ins Wasser geht. Aus seinem Maul kommt dann Dampf heraus, der zu einer dunklen Wolke aufsteigt und das Kamel mit nach oben nimmt. Wenn die Wolke auf die Seite kippt, fällt das Kamel herunter, knirscht dabei mit den Zähnen, spuckt Feuer und erzeugt so den Donner. Auf dem Rücken eines anderen Kamels reiten drei Wesen über den Himmel, das eine schlägt eine Trommel und verursacht Donner, das zweite schwenkt ein weißes Tuch, woraus Blitze hervorgehen und das dritte reißt dem Vieh am Zaumzeug, weshalb Wasser aus seinem Maul läuft, das als Regen herunterkommt.
Aus Turkestan stammt die Auffassung von einem alten Weib, das Felle im Himmel ausschüttelt und so Donner verursacht. In der iranischen Mythologie schüttelt dieselbe Alte ihre Hosen aus. Vielerorts gab es in Zentralasien einen Donnerkult, bei dem die Menschen beim Herannahen eines Gewitters ein Opfer darbrachten, in dem sie auf unterschiedliche Weise Milch verschütteten.
In der alten babylonischen Religion war Ištar eine Planetengöttin, Schöpfergöttin und verkörperte des Weiteren Fruchtbarkeit, sexuelle Begierde und Krieg. Als Sturmgöttin brachte sie Regen und Donner. In dieser Rolle gehörte der Löwe zu ihrer Darstellung, vermutlich wegen seines lauten Gebrülls. Der mesopotamische Wettergott Adad ist seit der akkadischen Zeit (Ende 3. Jahrtausend v. Chr.) unter dem Namen Iškur von kleinplastischen Abbildungen (Glyptik) bekannt. Meist steht er auf einem zweiachsigen Wagen, der von einem Löwendrachen gezogen wird, und schwingt eine Peitsche, deren Knall den Donner und deren zuckende Bewegung den Blitz symbolisiert.
Der mächtige Donnergott Zeus der griechischen Mythologie besiegte den bösen Titanen Kronos, der alle seine Kinder bis auf Zeus verschlungen hatte. Außerdem befreite er die als Gewitterdämonen gefürchteten, einäugigen Kyklopen und erhielt zum Dank von diesen Donner und Blitz geschenkt, die zu seinen Waffen wurden. Zeus’ römisches Gegenstück war der höchste Gott Jupiter, der mit seinem Beinamen Jupiter Tonans („der donnernde Jupiter“) als Gewittergott verehrt wurde.
Im Unterschied zu Jupiter war der nordgermanische Thor kein Göttervater, sondern vornehmlich ein Donnergott. Sein Alternativname Donar ist von lateinisch tonare („donnern“) abgeleitet, wobei norwegisch tor ebenfalls „Donner“ bedeutet. Das machtvollste Attribut Thors ist sein Mjölnir genannter Hammer. Wenn der Blitz einschlug, hatte für die Nordgermanen Thor seine metallisch glänzende Waffe von oben herabgeschleudert. Donnergrollen bedeutete, dass Thor mit einem von Ziegenböcken gezogenen Wagen über den Himmel rollte. Da er ein freundlicher Gott war, tragen noch heute viele Norweger seinen Namen.

Holzskulptur eines Donnergottes in Nigeria. Gefertigt von Lamidi Olonade Fakeye (1928–2009)

Mehrere Gemeinsamkeiten verbinden Thor mit dem altindischen obersten Gott Indra. Er wohnt auf dem Gipfel des Weltenberges Meru und zeichnet sich durch seine Waffe, den Donnerkeil Vajra, als Donner- und Sturmgott aus. Laut den Puranas zog Indra auf einem Pferdewagen (Ratha) über den Himmel, der vom Wagenlenker Matali gesteuert wurde.
Die Religionen der alten mittelamerikanischen Hochkulturen boten detailgenaue Erklärungen für jedes natürliche Phänomen, dessen Ursache im Wirken eines Gottes gesehen wurde. Bei den Azteken war Tlaloc ein Regen- und Fruchtbarkeitsgott, der auch mit Donner assoziiert wurde. Seine Entsprechung in der Religion der Maya hieß Chaac. Ihm wurden viele Opfer dargebracht. Weitere Donnergötter der Maya waren Ah Peku und Coyopa, der Herrscher über das Donnergrollen. In der Mythologie der südamerikanischen Inka gab es den Wettergott Illapa, der auch für Donner zuständig war, und den Blitz- und Donnergott Apocatequil.
In der afrikanischen Kosmogonie spielt die Erschaffung des Kosmos nur eine untergeordnete Rolle, dafür geht es mehr darum, wie sich die ersten Menschen einen Platz auf der Erde einrichteten. Die westafrikanischen Songhai sprechen den Zin (abgeleitet von den muslimischen Dschinn), den ersten von Gott geschaffenen Wesen, die Herrschaft über Wasser, Land und Wind zu. Später kam Dongo hinzu, der zum Geist des Donners und zum himmlischen Herrscher wurde. Bei den Aschanti gibt es mehrere 100 Abosom, niedere Gottheiten, die Gewässer und Bäume repräsentieren. Der bekannteste unter ihnen ist der Flussgott Tano, der mit seinem Attribut, einer Axt, vermutlich früher ein Donnergott war.
Während Regen- und Fruchtbarkeitskulte in Afrika weit verbreitet sind, kommt der personifizierte Donner relativ selten vor. Shango ist der Donnergott in der Religion der Yoruba in Nigeria. Er wird üblicherweise mit drei Köpfen und einer Doppelaxt dargestellt. Die Venda in Südafrika kennen einen Raluvhimba genannten Schöpfergott, der in allen Naturereignissen wie Sturm, Regen und Donner in Erscheinung tritt. Eine Erzählung der Yeye, einer Volksgruppe in Botswana, handelt in der für afrikanische Ursprungsmythen charakteristischen Weise von einem anfangs präsenten Schöpfergott, der sich später – von den Menschen enttäuscht – in den Himmel zurückzog, wo er gelegentlich in einem hellen Licht zu sehen und seine Stimme beim Donnergrollen zu hören ist.